# نمل الخشب الأحمر
نمل الخشب الأحمر أو نمل أكلف (الاسم العلمي Formica rufa) هي نوع من فصيلة النمل، يتجاوز طولها الستّة ملمترات، يبني نمل الخشب أعشاشة عند قاعدة الأشجار الصنوبرية ضمن مُستعمرات قد تضم أكثر من ثلاثمئة ألف نملة. ويُبقي النمل عُشَّهُ دافئًل، بإنشاء
كومةٍ كبيرة فوق الأرض، من أوراق الصنوبر الإبرية ومن العشب الجاف والعَساليج، ويتألف العش تحت سطح الأرض
من متاهة من الحُجرات والأنفاق. ويلتقط نمل الخشب عددًا هائلًا من الحشرات، يحملها معه إلى العش
كطعام لصغاره.
وتتغذى بشكل عام على البذور والحيوانات اللافقارية والأرق. تتكاثر عن طريق وضع الملكة البيوض التي 
تخرج منها يرقات، وينتشر نمل الخشب في أوروبا، ويستوطن الأحراج والغابات.